# Graphania beata
Graphania beata là một loài bướm đêm trong họ Noctuidae.